# Baalzebub acutum
Espèce
Baalzebub acutum est une espèce d'araignées aranéomorphes de la famille des Theridiosomatidae.

## Distribution
Cette espèce est endémique du Minas Gerais au Brésil,. Elle se rencontre dans des grottes du triangle de fer vers Matozinhos, Mariana,  Morro do Pilar et Piumhi.

## Description
Le mâle holotype mesure 1,77 mm et la femelle paratype 1,76 mm, les mâles mesurent de 1,57 à 2 mm et les femelles de 1,65 à 2,2 mm.

## Publication originale
- Prete, Cizauskas & Brescovit, 2016 : A new species of the spider genus Baalzebub (Araneae, Theridiosomatidae) from Brazilian caves. Studies on Neotropical Fauna and Environment, vol. 51, no 2, p. 97-103.